# フレスポ一関
フレスポ一関（フレスポいちのせき）は、岩手県一関市中里にて大和リースが運営するショッピングセンター。2008年11月20日にオープンした。

## テナント
- 理容プラージュフレスポ一関店
- スシロー一関中里店
- ダイソーフレスポ一関店
- 西松屋フレスポ一関店
- ペットワールドアミーゴ一関店
- ラーメンショップAJI-Q一関店
- ソフトバンク一関
- 眼鏡市場フレスポ一関店

## 周辺

### 東北新幹線ガードから東側（磐井・南光病院方面）
- イオンスーパーセンター一関店
- セブン-イレブン一関中里店
- ドコモショップ一関東店
- タイヤ館一関
- ケーズデンキ一関店

### 東北新幹線ガードから西側（国道4号方面）
- いわいショッピングセンター
- コメリホームセンター一関店
- オフハウス一関店
- ガスト一関店
- アベイル一関店
- エニタイムフィットネス一関店
- いわて生協コルザ一関